# ساوتفلیت
ساوتفلیت (به انگلیسی: Southfleet) یک روستا و محله مدنی در بریتانیا است که در دارتفورد واقع شده‌است. ساوتفلیت ۹۱۸ نفر جمعیت دارد.